# Lou Alta Melton
Lou Alta Melton (febrero de 1895-julio de 1974) fue una ingeniera civil e ingeniera de puentes estadounidense.

## Biografía
Melton nació en Texas, en febrero de 1895, hija de Sherd Melton y Hesta Long. Creció en Bayfield, Wisconsin. Melton enseñaba en una escuela primaria en Colorado durante un tiempo antes de ir a la Universidad de Colorado para estudiar ingeniería civil. Se graduó en 1920 y consiguió un trabajo en la Administración general de carreteras de los Estados Unidos. Inicialmente trabajó en el departamento de redacción, antes de ser ascendida a Ingeniera de puentes junior. Melton trabajó en San Francisco en la oficina del distrito, y posteriormente como asistente de ingeniero de puentes en la oficina de Missoula.
Melton era miembro de la Asociación Estadounidense de Ingenieros y fue la primera mujer en convertirse en miembro de la Sociedad de Ingenieros de Colorado. Fue miembro activa de las asociaciones. En 1921, dio una charla en la sucursal de Missoula de la AAE. El Shanghai Times la aclamó como "La mujer constructora de puentes, a pesar de su juventud, es tan buena ingeniera civil como cualquier hombre en los Estados Unidos". En 1922, The Woman Engineer reimprimió este artículo en la revista.
Cuando Melton trabajó con Hilda Counts, para crear una Sociedad Estadounidense de Mujeres Ingenieras y Arquitectas, escribieron a todas las universidades estadounidenses con departamentos de ingeniería para averiguar cuántas mujeres eran estudiantes. Las respuestas fueron notables por el gran número que respondía "esta universidad no tiene y nunca espera tener mujeres estudiantes de ingeniería". A pesar del gran número de respuestas negativas, resultó que había unas 200 mujeres estudiantes en cursos de ingeniería. Entonces, la pareja anunció el establecimiento de la asociación y logró que varias mujeres se unieran entre 1919 y 1920. A largo plazo, la asociación no duró, pero fue el antecedente de la Sociedad de Mujeres Ingenieras de Estados Unidos.
Melton se casó con el Dr. Archibald Shepard Merrill, quien más tarde se convirtió en profesor de matemáticas. Tuvieron una hija, Janet, y vivían en Missoula, Montana. Melton participó en la Sociedad de Matemáticas de la universidad. Enseñó matemáticas en la Universidad Estatal de Montana y se unió a la Junta Examinadora del Estado de Montana en 1953. Murió en 1974. 
En su honor se otorga la beca Rocky Mountain Pioneer.